# Robasacco
Robasacco è l'unica frazione di Cadenazzo, nel Canton Ticino nel distretto di Bellinzona: conta 109 abitanti.

## Storia

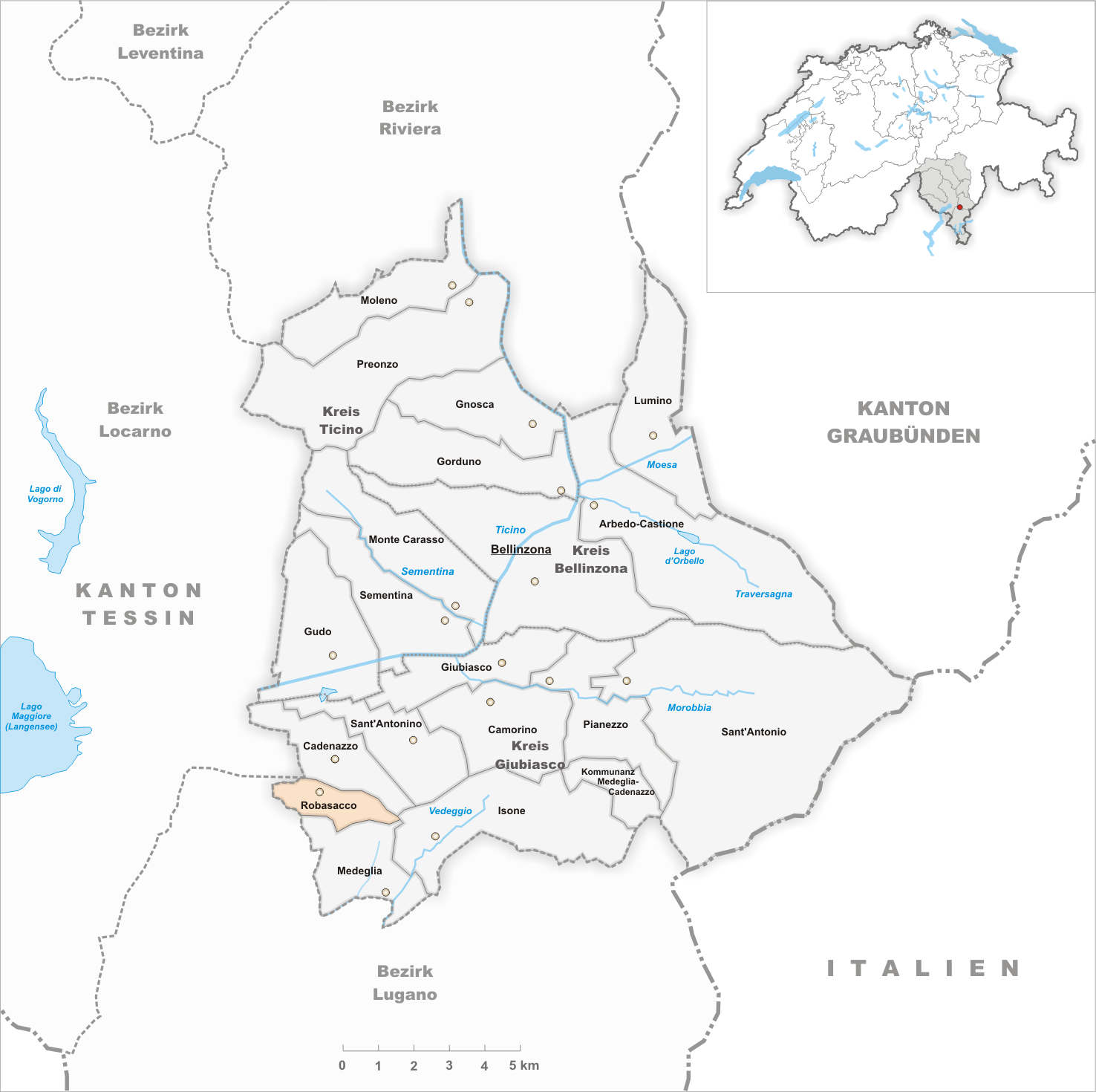
Il territorio del comune di Robasacco prima degli accorpamenti comunali del 2005

L'abitato medioevale di San Leonardo apparteneva anticamente ai comuni di Medeglia, Bironico, Rivera e Camignolo. Nel 1805 Robasacco divenne comune autonomo per scorporo dal comune di Medeglia; si estendeva per 2,78 km². Il 14 marzo 2005 è stato accorpato al comune di Cadenazzo; anche la comunanza Medeglia/Robasacco è così confluita nella nuova comunanza Cadenazzo/Monteceneri.

## Monumenti e luoghi d'interesse
- Chiesa parrocchiale di San Leonardo, documentata nel 1205[1];
- Antica mulattiera del Munscendrin[senza fonte].